# 11.23機動隊襲撃事件
11.23機動隊襲撃事件（11.23きどうたいしゅうげきじけん）は、10.20成田現地闘争後の1985年11月23日深夜に、千葉県警察成田国際空港警備隊が襲撃されたゲリラ事件。後日、革労協狭間派が犯行声明を出した。

## 概要
事件は、山武郡芝山町菱田において同月25日から実施される、空港の見返り事業である成田用水の工事を控える中で発生した。
23日午後9時56分頃、芝山町菱田の農道を巡回中の機動隊警備車両に、道路脇の山林から4,5人の男が火炎瓶6本を投げつけた。大半が路上で炎上し、すぐ消し止められたが、車両の一部が焦げた。
約2時間後、同町のゲートボール場と空き地で乗用車が燃えているのが見つかり、車内からはビール瓶・乾電池・丸太などが見つかった。車両は2台とも埼玉県で盗まれた盗難車であった。